# I Am Suzanne
I Am Suzanne! (Brasil: Eu Sou Suzanne! / Portugal: Eu Sou a Susana) é um filme norte-americano de romance e musical de 1933 dirigido por Rowland V. Lee, escrito por Edwin Justus Mayer e estrelado por Lilian Harvey, Gene Raymond e Leslie Banks. As sequências com fantoches (marionetes) apresentam o grupo Yale Puppeteers e Podrecca's Piccoli Theater. O  Museu de Arte Moderna em Nova Iorque possui e periodicamente exibe uma cópia em 35mm do filme. A Eastman House em   Rochester em Nova Iorque, possui uma cópia em 16mm.

## Elenco
- Lilian Harvey - Suzanne
- Gene Raymond - Tony Malatini
- Leslie Banks - Adolphe 'Baron' Herring
- Georgia Caine - Mama
- Murray Kinnell - Luigi Malatini
- Geneva Mitchell - Fifi
- Halliwell Hobbes - Dr. Lorenzo
- Edward Keane - Manager
- Lionel Belmore - Satã
- Lynn Bari - membro da audiência (não creditada)

## Recepção
O filme não foi um sucesso de bilheteria.